# Charles-Louis Philippe
Charles-Louis Philippe (* 4. August 1874 in Cérilly (Allier); † 21. Dezember 1909 in Paris) war ein französischer Schriftsteller und Dichter.

## Leben
Philippe war der Sohn eines Holzschuhmachers aus dem Bourbonnais. Er kam aus einfachen familiären Verhältnissen. Nachdem sein Wunsch zur Armée zu gehen sich aufgrund seiner schwachen Gesundheit nicht erfüllt hatte, fand er eine Anstellung in der Pariser Stadtverwaltung. Er schrieb über die Welt der armen und kleinen Leute im Paris der Wende zum 20. Jahrhundert. André Gide erkannte sein Talent und förderte ihn in seiner schriftstellerischen Arbeit.
Er galt als bescheidener Mann und war ein Einzelgänger. Er schrieb zunächst Gedichte und Geschichten für die Zeitschrift L’Enclos. Seine erste Veröffentlichung war 1897 Quatre histoires de pauvre amour. Weitere Werke folgten. Vier seiner elf Romane wurden erst nach seinem Tod veröffentlicht. 1904 gründete er gemeinsam mit mehreren jungen Leuten die Literaturzeitschrift The Nouvelle Revue Francaise. Sein Grab ziert eine Büste, die von Antoine Bourdelle angefertigt wurde. David Roe verfasste im Jahr 2012 eine Biografie mit dem Titel Charles-Louis Philippe Romancier.

## Werke
- Quatre histoires de pauvre amour. 1897.
- La Bonne Madeleine et la Pauvre Marie. 1898.
- La Mère et l’enfant. 9. Auflage, Nouvelle revue française, Paris 1918 (archive.org).
- Bubu de Montparnasse. Albin Michel, Paris 1901 (archive.org).
- Le Père Perdrix. 1902.
- Marie Donadieu. Eugène Fasquelle, Paris 1904 (archive.org).
- Croquignole. Eugène Fasquelle, Paris 1906 (archive.org).
- Dans la petite ville. 1910.
- Lettres de jeunesse. Marcel Rivière, Paris 1911 (archive.org).
- Charles Blanchard. Nouvelle revue française, Paris 1913 (archive.org).
- Les Contes du Matin. 1916.
- Chroniques du Canard Sauvage. 1923.
- Œuvres complètes. 5 Bände, mit einer Studie von David Roe, Ipomée, Moulins 1986.

In deutscher Sprache erschienen
- Mutter und Kind. Roman, Egon Fleischel, Berlin 1912, übersetzt von Elisabeth Paulsen.
- Die kleine Stadt. Novellen, Egon Fleischel, Berlin 1913.
- Croquignol. Roman, Egon Fleischel, Berlin 1913.
- Marie Donadieu. Roman, Egon Fleischel, Berlin 1913; Büchergilde Gutenberg, Zürich 1942, übersetzt von Ferdinand Hardekopf; Insel Verlag, Leipzig 1959, 1962 u. 1973; Europäischer Buchklub 1959 u. 1975.
- Bübü vom Montparnasse. Roman, Kurt Wolff, München 1920 u. 1922, übersetzt von Camill Hoffmann. Neu als Bübü von Montparnasse, Klett-Cotta, Stuttgart 1986.
- Das Bein der Tiennette. Mit vierundzwanzig Holzschnitten von Frans Masereel. Aus dem Französischen von Annette Kolb. Kurt Wolff Verlag, München 1922; Klett-Cotta, Stuttgart 1989.
- Die gute Madeleine. Vier Geschichten, Kurt Wolff, München 1922.
- Charles Blanchard. Fragment, Insel Verlag, Leipzig 1922.
- Jugendbriefe an Henri Vandeputte. Insel Verlag, Leipzig 1922.
- Vater Perdix. Roman, Kurt Wolff, München 1923; Rütten & Löning, Berlin 1960; Rowohlt 1989.
- Bubu vom Montparnasse. Croquignole. Zwei Romane. Aus d. Französ. v. Caroline Vollmann. Nachw. v. Ralph-Rainer Wuthenow. Manesse-Verlag, Stuttgart 2001.
- Die Hündchen. (projekt-gutenberg.org).